# 生野東
生野東（いくのひがし）は、大阪府大阪市生野区にある町名。現行行政地名は生野東一丁目から生野東四丁目。

## 地理
生野区の南西部に位置し、東に舎利寺、西に生野西、南に林寺、北に勝山南と接している。

## 歴史

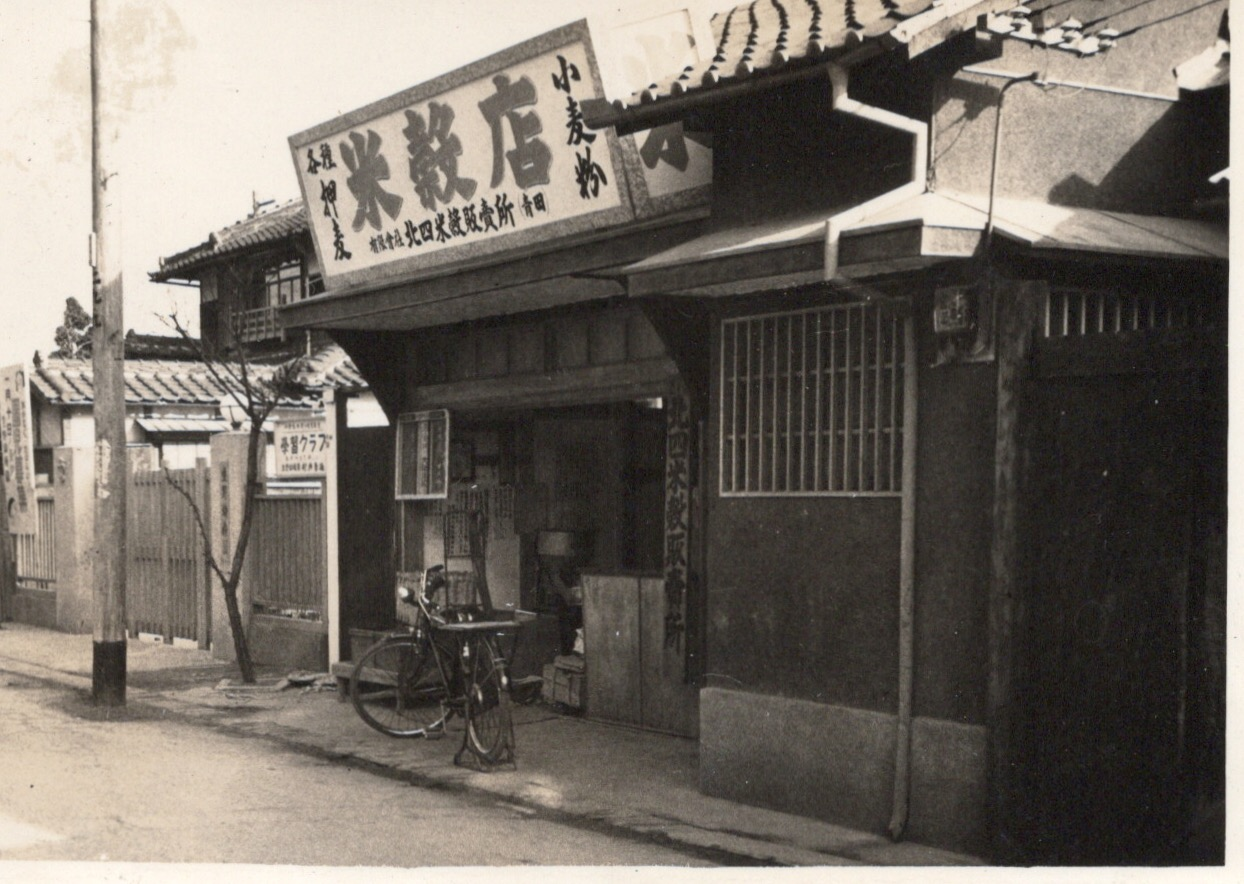
生野区 青田米穀店(1950年頃)

## 世帯数と人口
2019年（平成31年）3月31日現在の世帯数と人口は以下の通りである。
| 丁目         | 世帯数    | 人口    |
| ------------ | --------- | ------- |
| 生野東一丁目 | 758世帯   | 1,309人 |
| 生野東二丁目 | 562世帯   | 1,022人 |
| 生野東三丁目 | 1,008世帯 | 1,869人 |
| 生野東四丁目 | 621世帯   | 1,091人 |
| 計           | 2,949世帯 | 5,291人 |

### 人口の変遷
国勢調査による人口の推移。
| 1995年（平成7年）  | 8,064人 | [ 5 ] |  |
| 2000年（平成12年） | 7,339人 | [ 6 ] |  |
| 2005年（平成17年） | 6,507人 | [ 7 ] |  |
| 2010年（平成22年） | 5,894人 | [ 8 ] |  |
| 2015年（平成27年） | 5,703人 | [ 9 ] |  |

### 世帯数の変遷
国勢調査による世帯数の推移。
| 1995年（平成7年）  | 2,962世帯 | [ 5 ] |  |
| 2000年（平成12年） | 2,879世帯 | [ 6 ] |  |
| 2005年（平成17年） | 2,689世帯 | [ 7 ] |  |
| 2010年（平成22年） | 2,577世帯 | [ 8 ] |  |
| 2015年（平成27年） | 2,605世帯 | [ 9 ] |  |

## 事業所
2016年（平成28年）現在の経済センサス調査による事業所数と従業員数は以下の通りである。
| 丁目         | 事業所数  | 従業員数 |
| ------------ | --------- | -------- |
| 生野東一丁目 | 34事業所  | 93人     |
| 生野東二丁目 | 64事業所  | 340人    |
| 生野東三丁目 | 58事業所  | 326人    |
| 生野東四丁目 | 40事業所  | 107人    |
| 計           | 196事業所 | 866人    |

## 施設
- 大阪市立生野工業高等学校・大阪市立生野第二工業高等学校
- 大阪東生野郵便局
- 大阪貯蓄信用組合 生野支店
- 生野八坂神社

## その他

### 日本郵便
- 〒544-0025[3]（集配局：生野郵便局[11]）